# SoCal Uncensored
SoCal Uncensored (SCU) noti anche come Bad Influence (2012-2014) e The Addiction (2014-2017) è stato un tag team e trio di wrestling attivo tra il 2012 e il 2021, formato da Christopher Daniels, Frankie Kazarian e Scorpio Sky. In passato Daniels e Kazarian hanno lottato anche per la Total Nonstop Action Wrestling, nella Ring of Honor, nel circuito indipendente e nella All Elite Wrestling.

## Storia

### Total Nonstop Action Wrestling (2011–2014)
Inizialmente Daniels e Kazarian facevano parte della stable Fortune. Kazarian era uno dei membri fondatori della stable insieme ad AJ Styles nel 2010, mentre Daniels tornò in TNA e si unì ai Fortune nel 2011 a dare manforte nel feud contro gli Immortal. Dopo qualche mese a Destination X Daniels affronta Styles perdendo.
Dopo alcune settimane Daniels chiede la rivincita a Styles, che gli viene concessa il 1º settembre durante una puntata di Impact Wrestling, vincendo grazie ad un errore di AJ. Dopo il match Daniels si rifiuta di stringere la mano a Styles cominciando il processo che lo porterà ad essere heel. Il turn heel si concretizza il 22 settembre quando dopo una rissa, sedata proprio da Kazarian, tra Styles e Daniels, quest'ultimo colpisce AJ con un calcio nelle parti basse e lasciando i Fortune.
Viene annunciato che per Bound for Glory Christopher Daniels ed AJ Styles si affronteranno in un "I Quit" match. Il match viene vinto da Styles dopo che minaccia Daniels con un cacciavite. Successivamente Daniels entra in una breve rivalità con Rob Van Dam dopo che quest'ultimo salva Styles da un tentato colpo di cacciavite di Daniels. Questo feud porterà a Daniels due sconfitte in pay-per-view.
Il 5 gennaio 2012 a Impact Wrestling Daniels riprende il feud con AJ Styles e riesce a convincere Kazarian a tradire AJ, ponendo di fatto fine a ciò che rimaneva dei Fortune. Il 9 febbraio a Impact Wrestling Daniels batte Styles con l'aiuto di un riluttante Kazarian. Daniels e Kazarian perdono il 18 marzo a Victory Road in un match contro Styles e Mr. Anderson. Il 15 aprile a Lockdown i due team si trovano opposti nel classico Lethal Lockdown, dove il team capitanato da Garett Bischoff, del quale fanno parte anche Styles e Anderson, sconfigge il team capitanato da Eric Bischoff, che vede in squadra tra gli altri anche Daniels e Kazarian.
Dopo Lockdown Daniels e Kazarian mettono gli occhi sui TNA World Tag Team Championships, detenuti da Samoa Joe e Magnus, attaccandoli ad Impact. Il 10 maggio Kazarian dichiara che inizialmente si è schierato con Daniels per proteggere AJ Styles ed impedire che il Fallen Angel rivelasse a tutti il segreto del Phenomenal One, e che tuttavia aveva cambiato idea quando ha scoperto lui stesso il segreto. Daniels ha poi rivelato che il segreto di AJ era una relazione segreta con la presidente della TNA Dixie Carter. Tre giorni dopo a Sacrifice Daniels e Kazarian si laureano per la prima volta TNA World Tag Team Champions sconfiggendo Samoa Joe e Magnus. Più tardi quella sera interferiscono nel match tra AJ Styles e Kurt Angle costando la vittoria a Styles, ma venendo poi cacciati dallo stesso Angle.
Il 31 maggio Styles batte Daniels in un grudge match, seguito da una rissa che vede contrapposti Kaz e Daniels contro Styles e Angle, interrotta dalla messa in onda di una conversazione telefonica tra Styles e Dixie Carter. Il 10 giugno Kaz e Daniels perdono i titoli di coppia a favore di Angle e Styles.
Successivamente AJ Styles e Dixie Carter provano che non c'è alcuna relazione sentimentale tra loro, coinvolgendo Claire Lynch, una donna incinta che AJ e Dixie stavano aiutando a disintossicarsi. La settimana successiva Kazarian da segni di astio verso Daniels, sostenendo di essere stato ingannato. Tuttavia nel main event Kazarian rivela di essere ancora dalla parte di Daniels colpendo AJ con una sedia e riconquistando i titoli di coppia. Subito dopo la conquista Daniels ammette che avevano mentito sulla relazione tra Styles e la Carter, ma che in realtà AJ è il padre del bambino che Claire sta aspettando. L'8 luglio a Destination X AJ Styles sconfigge Daniels in un last man standing match. L'8 agosto il team comincia farsi chiamare The World Tag Team Champions of the World e sconfigge il team di Garett Bischoff e Devon nella prima difesa titolata. La settimana successiva AJ Styles sconfigge Daniels in un match valido per le Bound for Glory Series, vincendo anche un test di paternità, che rivela che Claire non è mai stata incinta e che era tutto un piano di Daniels e Kazarian. Il 6 settembre i WTTCOTW mantengono i titoli di coppia dall'assalto di Chavo Guerrero Jr. e Hernandez. Tre giorni dopo a No Surrender i campioni mantengono contro AJ Styles e Kurt Angle. A Bound for Glory i titoli passano di mano a Chavo Guerrero, Jr. e Hernandez in un match a tre squadre che vedeva coinvolti anche Angle e Styles. A Turning Point gli ex World Tag Team Champions of the World perdono il loro rematch contro Guerrero ed Hernandez. A Final Resolution Daniels e Styles si affrontano in quello che viene pubblicizzato come il loro ultimo incontro. Daniels batte Styles con la Styles Clash, la mossa finale di AJ.

### Rin of Honor (2014–2018)

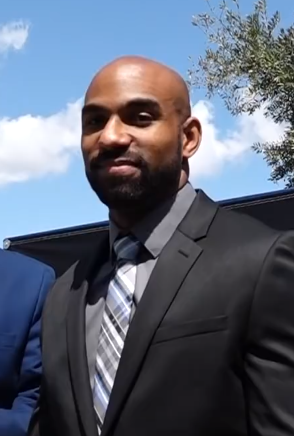
Scorpio Sky

Nel 2014 Daniels e Kazarian debuttarono come team in Ring of Honor (per Daniels si è trattato di un ritorno), vincendo i ROH World Tag Team Championship per due volte (la prima contro i reDRagon e la seconda contro i War Machine) e Daniels vinse l'ROH World Championship. Verso la fine del 2017 debuttò Scorpio Sky formando il trio che divenne famoso anche grazie alla webserie degli Young Bucks Being The Elite. I tre vinsero gli ROH World Six-Man Tag Team Championship e in seguito Sky e Kazarian vinsero i titoli di coppia. Lasciarono la ROH dopo Final Battle 2018.

### All Elite Wrestling (2019–2021)
Nel 2019 i tre, assieme agli Young Bucks, Kenny Omega, Cody Rhodes e Adam Page, entrarono a far parte della neonata All Elite Wrestling. Scorpio Sky abbandona il trio facendolo diventare un duo.
Nella puntata di Dynamite del 12 maggio 2021 i SCU perdono un match titolato contro gli Young Bucks, e come da stipulazione, si sono sciolti definitivamente.

## Nel wrestling

### Mosse finali in coppia
- Best Meltzer Ever (Spike Moonsault Tombstone Piledriver) (Daniels e Kazarian)
- Celebrity Rehab (Back Suplex/Double Knee Gutbuster combo) (Daniels e Kazarian, a volte tutti e tre insieme)
- SCU Later (Gory Special into Knee Strike) (Sky e Kazarian)

### Mosse finali singole
- Christopher Daniels
  - Angel's Wings (Spinning lifting sitout duoble underhook facebuster)
  - BME - Best Moonsault Ever (Double jump moonsault)
  - Last Rites (Rolling cutter)
- Frankie Kazarian
  - Fade to Black (Kneeling back to belly piledriver)
  - Flux Capacitor (Moonsault slam)
  - Wave of the Future (Swinging reverse STO)
  -  Ace of Spades (Rolling Stunner)
- Scorpio Sky
  - Final Answer (Spinning Headlock backbreaker Elbow Drop)
  - Blackout (Lifting DDT)
  - Dragon Sleeper
  - Ace of Spades (Fireman's Carry Cutter)

## Titoli e riconoscimenti
- All Elite Wrestling
  - AEW World Tag Team Championship (1) - Frankie Kazarian e Scorpio Sky[1]
- DDT Pro-Wrestling
  - Ironman Heavymetalweight Championship (1) - Christopher Daniels e Frankie Kazarian[2]
- Total Nonstop Action Wrestling
  - TNA World Tag Team Championship - (2) - Christopher Daniels e Kazarian[3][4]
- Ring of Honor
  - ROH World Tag Team Championship (3) Christopher Daniels e Kazarian (2) e Scorpio Sky e Frankie Kazarian (1)[5][6][7]
  - ROH World Six-Man Tag Team Championship (1)[8]